# 初始
初始（しょし）は、中国、前漢の皇太子孺子嬰の治世に行われた年号。8年。
前漢最後の年号。

## 出来事
- 元年11月：居摂3年を初始元年と改元し、王莽が皇帝に即位。国号を新と改め、初始元年12月朔日を新の始建国元年正月朔日とすることにした。前漢滅亡。

## 西暦との対照表
| 初始 | 元年 |
| 西暦 | 8年  |
| 干支 | 戊辰 |

| 前の元号 居摂 | 中国の元号 前漢 | 次の元号 始建国（新） |